# Puig Rodó (Fontpedrosa)
|  | No s'ha de confondre amb Puig Rodon (Fontpedrosa). |

El Puig Rodó, o Pic Rodó, és una muntanya de 2.685,7 m alt situada al nord de l'eix de la serralada principal dels Pirineus, en el terme comunal de Fontpedrosa, de la comarca del Conflent, a la Catalunya del Nord. Està situat en el sector sud-oest del terme de Fontpedrosa, al nord-oest del Puig Anyella, a la carena que separa la vall principal de la Riberola de la de la Valleta, subsidiària seva.